# Zjawisko Alberta
Zjawisko Alberta to zjawisko odwrócenia obrazu negatywowego na pozytywowy na materiale światłoczułym naświetlonym, wypłukanym i ponownie naświetlonym światłem rozproszonym i ponownie wywołanym. Zjawisko to powstaje wskutek odczulającego działania nieusuniętych centrów czułości na ponownie naświetlone.